# سنابديل
سنابديل هي شركة تجارة إلكترونية هندية مقرها في نيودلهي، الهند. أسس الشركة كونال باهل وروهيت بانسال في فبراير 2010.

## روابط خارجية
- الموقع الرسمي